# Gare de Cinq-Mars-la-Pile
La gare de Cinq-Mars-la-Pile est une gare ferroviaire française de la ligne de Tours à Saint-Nazaire, située sur le territoire de la commune de Cinq-Mars-la-Pile, dans le département d'Indre-et-Loire, en région Centre-Val de Loire.
C'est une halte voyageurs de la Société nationale des chemins de fer français (SNCF), elle est desservie par des trains express régionaux TER Centre-Val de Loire.

## Situation ferroviaire
Établie à 47 m d'altitude, la gare de Cinq-Mars-la-Pile est située au point kilométrique (PK) 255,811 de la ligne de Tours à Saint-Nazaire entre les gares de Savonnières et Langeais. Peu avant la gare, la voie quitte la rive droite du fleuve pour passer rive gauche par le viaduc de Cinq-Mars-la-Pile.

## Histoire
La compagnie du chemin de fer de Tours à Nantes met en service la section de Tours à Saumur en décembre 1848.
Le bâtiment voyageurs de 1848, désormais disparu[Quand ?], était identique à celui de la gare de Langeais.

## Service des voyageurs

### Accueil

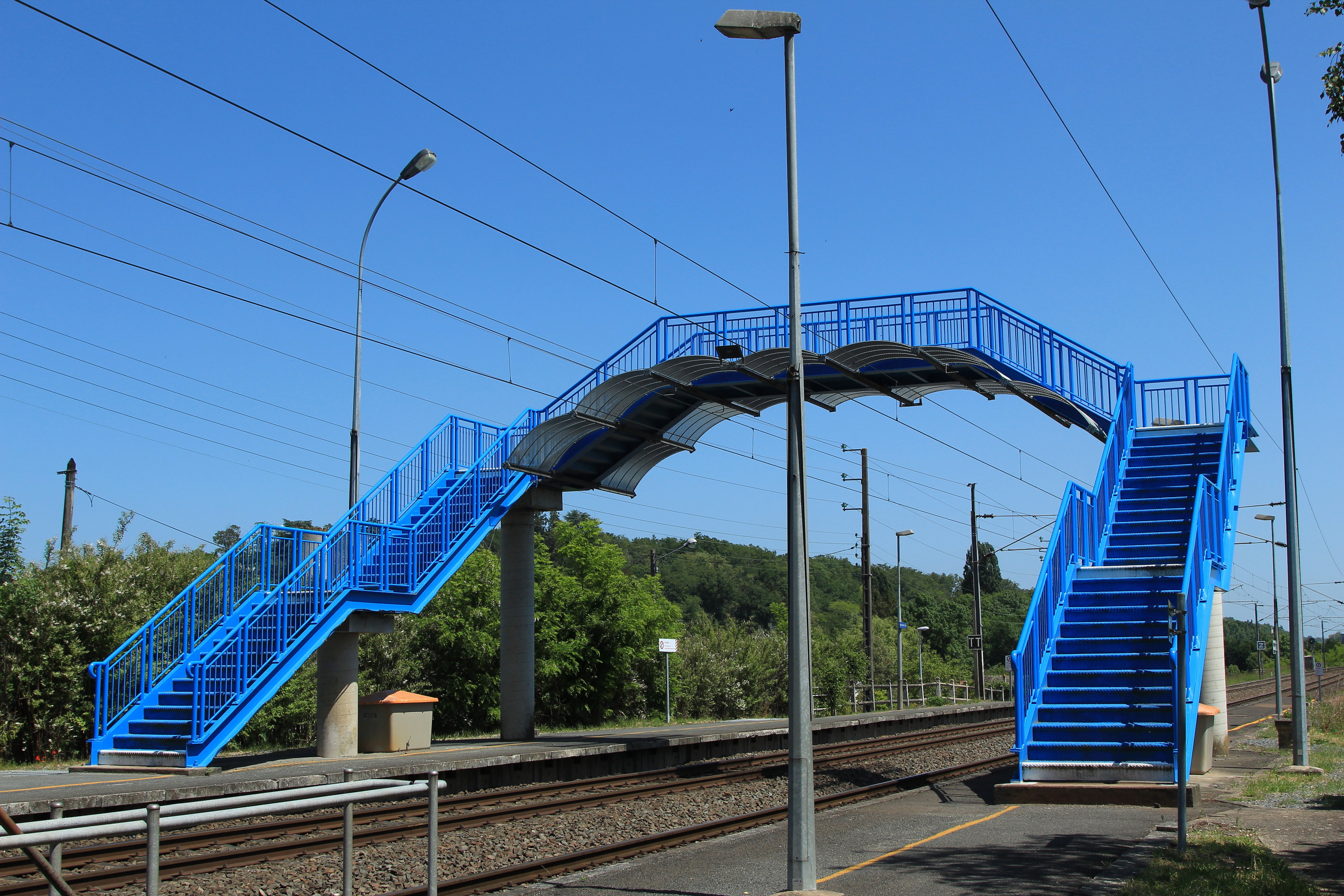
Passerelle au-dessus des voies.

Halte SNCF, c'est un point d'arrêt non géré (PANG), équipé de deux quais avec abris et de distributeurs de titres de transport TER ; le passage d'une voie à l'autre se fait par une passerelle au dessus des voies.

### Desserte
Cinq-Mars-la-Pile est desservie par des trains TER Centre-Val de Loire circulant entre Tours et Saumur. Au-delà de Saumur, certains trains sont prolongés vers Thouars, Bressuire et La Roche-sur-Yon d'une part, Angers, Nantes et Le Croisic d'autre part.

### Intermodalité
Un parc pour les vélos et un parking pour les véhicules y sont aménagés.